# Garachiné
Garachiné est un corregimiento situé dans la district de Chepigana, province de Darién, au Panama. Il est situé sur la partie orientale du Golfe de Panama. En 2010, la localité comptait 1 878 habitants.